# Espargàpises
Espargàpises (en llatí Spargapises, en grec antic Σπαργαπίσης) era el fill de la reina dels massàgetes, Tomiris.
El que es coneix d'ell se sap per Heròdot. Formava part de les forces massàgetes que es van enfrontar a Cir el Gran quan aquest va avançar en direcció al riu Sirdarià l'any 529 aC, i va voler ocupar els seus territoris. Espargàpises va ser finalment capturat pels perses i Cir li va oferir el perdó i la llibertat, ja que volia casar-se amb la seva mare. El fill, avergonyit per haver-se deixat fer presoner, es va suïcidar.